# 냉정역
냉정역(Naengjeong station, 冷井驛)은 대한민국 부산광역시 사상구 주례동에 있는 부산 도시철도 2호선의 지하철역이다. 이 역의 부역명은 동서대·경남정보대학이었으나, 2019년 3월 31일자로 부역명이 삭제됐다.

## 역명의 유래
역명의 유래는 인근에 위치한 자연 샘터인 냉정샘(冷井샘)에서 유래된 이름이다. 냉정샘은 부산진구 가야동에서 사상구 주례동으로 넘어오는 엄광산의 산등성이 고개를 오가는 여러 행인들에게 타는 갈증을 해소하는 맑고 차가운 우물이 있었다고 해서 붙여진 이름이다.

## 역사
- 1999년 6월 30일: 부산 도시철도 2호선 개통과 함께 영업 개시
- 2019년 3월 31일 : 부역명 삭제

## 역 구조
2면 2선 상대식 승강장이 있는 지하역이다. 스크린도어가 설치되어 있다.
개찰구가 승강장별로 분리되어 있어 개표하지 않고서는 반대편 승강장으로 건너갈 수 없다.

### 승강장
| 개금 ↑ |
| \| 상  |
| ↓ 주례 |

| 상행 | ● 부산 도시철도 2호선 | 서면 · 대연 · 금련산 · 장산 방면 |
| 하행 | ● 부산 도시철도 2호선 | 사상 · 덕천 · 호포 · 양산 방면   |

## 역 주변
- 동서대학교
- 경남정보대학교
- 부산디지털대학교
- 주례중학교
- 주례여자고등학교
- 주학초등학교
- 좋은삼선병원
- 신주례 LG 아파트
- 주례2동 행정복지센터
- 부산보훈병원
- 주양초등학교
- 주례한일유엔아이아파트
- 주례반도보라아파트
- 창우블루빌아파트

## 일평균 승차량 변동
| 역 노선 | 승차 인원 | 승차 인원 | 승차 인원 | 승차 인원 | 승차 인원 | 승차 인원 | 승차 인원 | 승차 인원 | 승차 인원 | 승차 인원 | 승차 인원 | 승차 인원 | 승차 인원 | 승차 인원 | 주 석 |
| 역 노선 | 2002년    | 2003년    | 2004년    | 2005년    | 2006년    | 2007년    | 2008년    | 2009년    | 2010년    | 2011년    | 2012년    | 2013년    | 2014년    | 2015년    | 주 석 |
| ------- | --------- | --------- | --------- | --------- | --------- | --------- | --------- | --------- | --------- | --------- | --------- | --------- | --------- | --------- | ----- |
| 2호선   | 6947      | 6605      | 6328      | 6197      | 5641      | 5184      | 5712      | 5952      | 6196      | 6631      | 6759      | 6880      | 7018      | 6906      | [ 3 ] |

## 인접한 역
| 부산 도시철도 2호선 | 부산 도시철도 2호선   | 부산 도시철도 2호선 |
| ------------------- | --------------------- | ------------------- |
| 223 개금 장산 방면  | ● 부산 도시철도 2호선 | 225 주례 양산 방면  |